# بيل لوغان
بيل لوغان (30 ديسمبر 1934 في الولايات المتحدة - 25 يناير 2018) (بالإنجليزية: William Logan)‏ هو لاعب كرة سلة أمريكي في مركز الوسط. لعب مع آيوا هوك آيز ‏.

## وصلات خارجية
- بيل لوغان على موقع سبورتس رفرنس (الإنجليزية)
- بيل لوغان على موقع كلية كرة السلة في سبورتس رفرنس.كوم (الإنجليزية)
- بيل لوغان على موقع ريلجم (الإنجليزية)